# Antonio Serra
Antonio Serra és un escriptor alguerés en italià, cocreador del personatge de còmics Nathan Never junt amb Michele Medda i Beppi Vigna: de minyó, Serra editava un fanzine de ciència-ficció intitulat Fate largo! i, en la dècada de 1980, començà de laborar amb Medda i Vigna en lo centre cultural Il Circolo;
lego d'un encontre amb Alfredo Castelli, los tres foren contractats per Sergio Bonelli per a fer historietes de Martin Mystère, Dylan Dog i Zona X, abans de crear lo Nathan Never i Legs Weaver. Serra és encara lo guinoista d'ambdós personatges, i fou entrevistat en Eroi di inchiostro; en març de 2001 debutà lo sou nou personatge, Gregory Hunter, i en 2009 Greystorm, una minisèrie en col·laboració amb Gian Mauro Cozzi.